# Stai lângă mine
Stai lângă mine este un cântec al formației române Vunk în colaborare cu cântăreața de origine moldovenească Irina Rimes. Melodia a fost creată de Rimes alături de Andi Bănică și Gabriel Maga. Piesa a beneficiat de un videoclip lansat pe 22 august 2017 și a fost inclusă pe cel de-al zecelea album al formației Vunk, Extrovertit (2017).

## Clasamente
| Țară (clasament) | Poziția maximă | Referință |
| ---------------- | -------------- | --------- |
| Airplay Top 100  | 73             | [ 1 ]     |